# Erve Asito
L' Erve Asito, ancien nom: Stade Polman (en néerlandais: Polman Stadion) est un stade multi-usage situé à Almelo. Ce stade de 13 500 places accueille les matches à domicile de l'Heracles Almelo, club de première division néerlandaise.

## Galerie

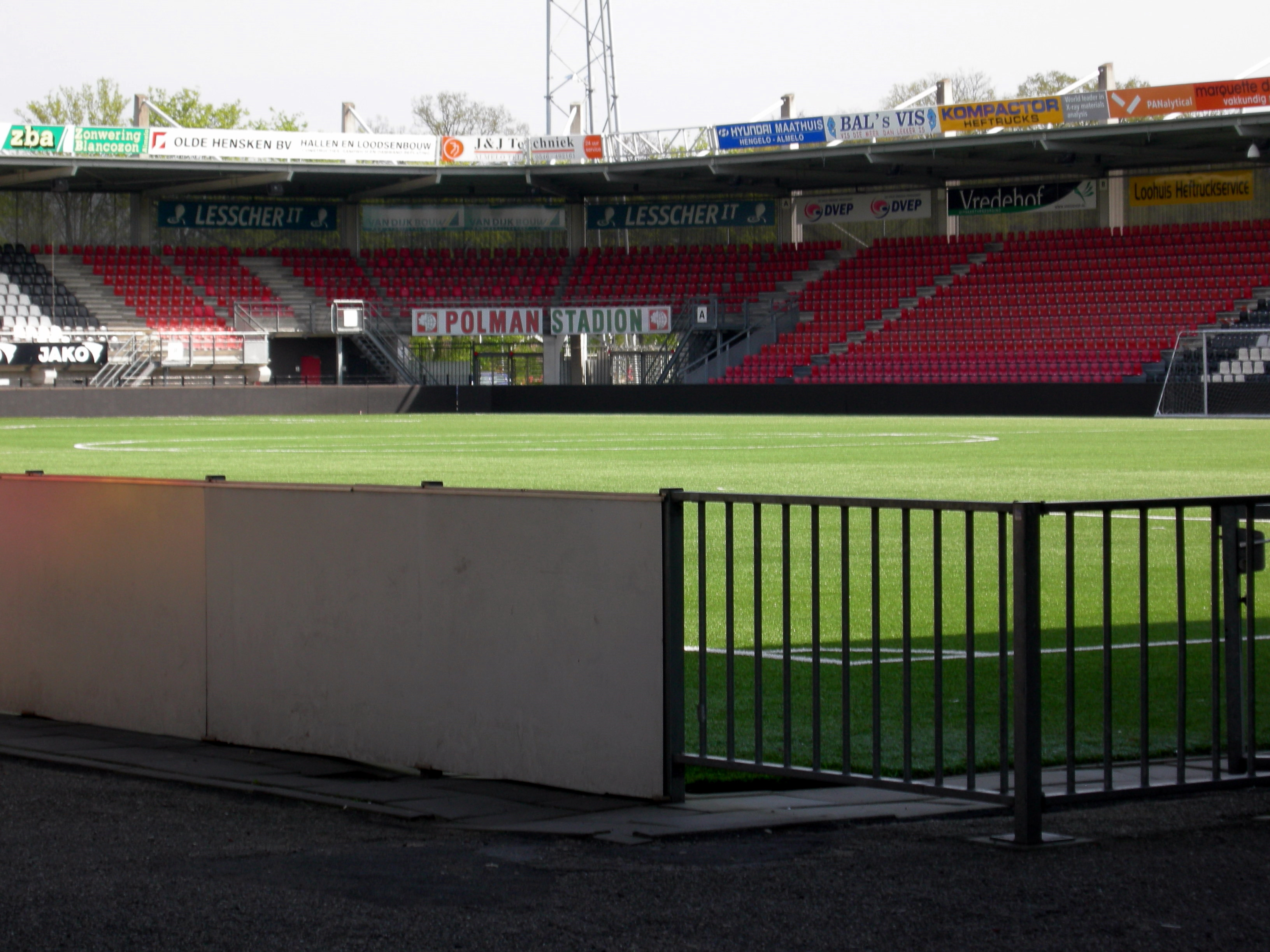
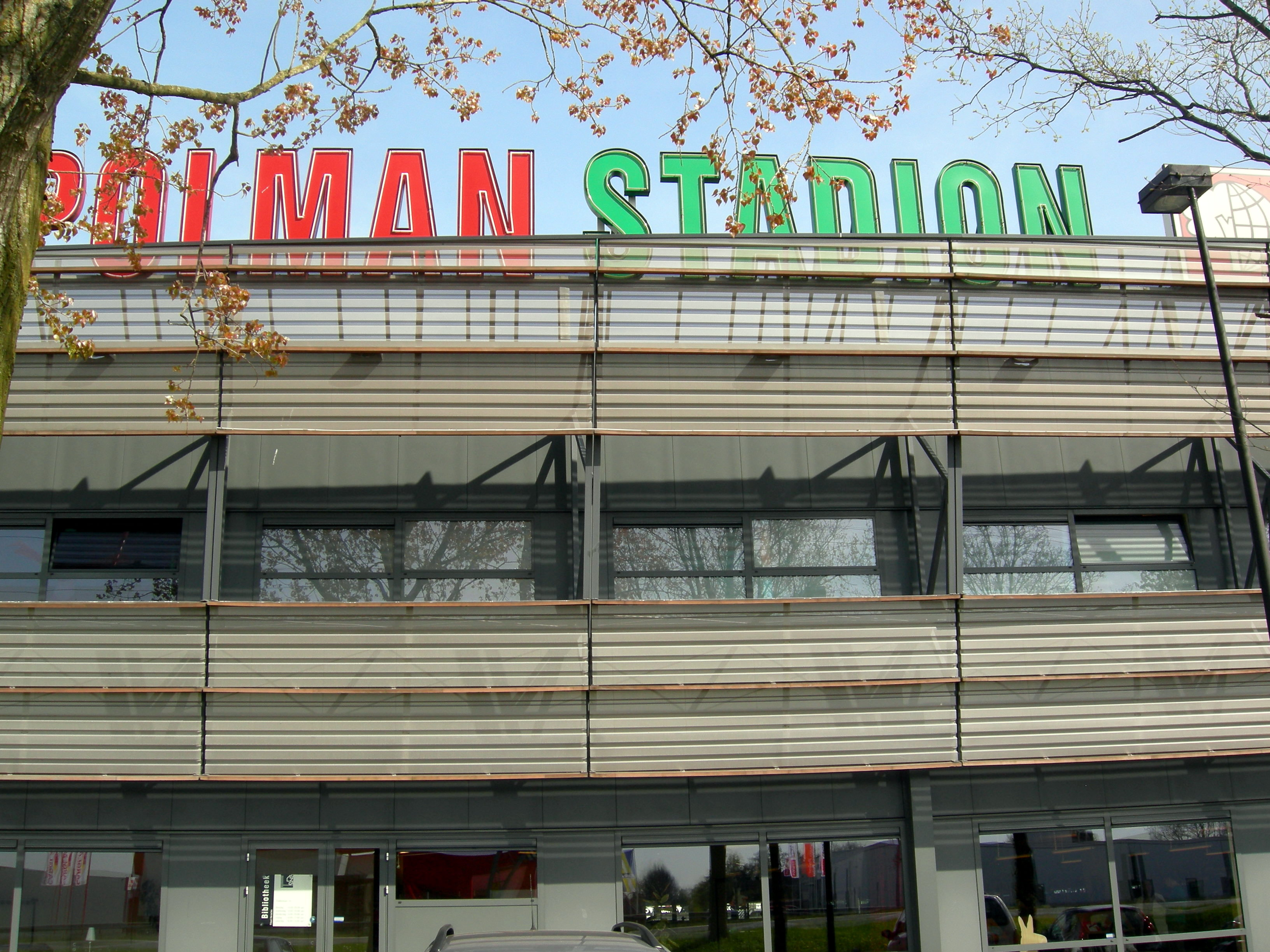
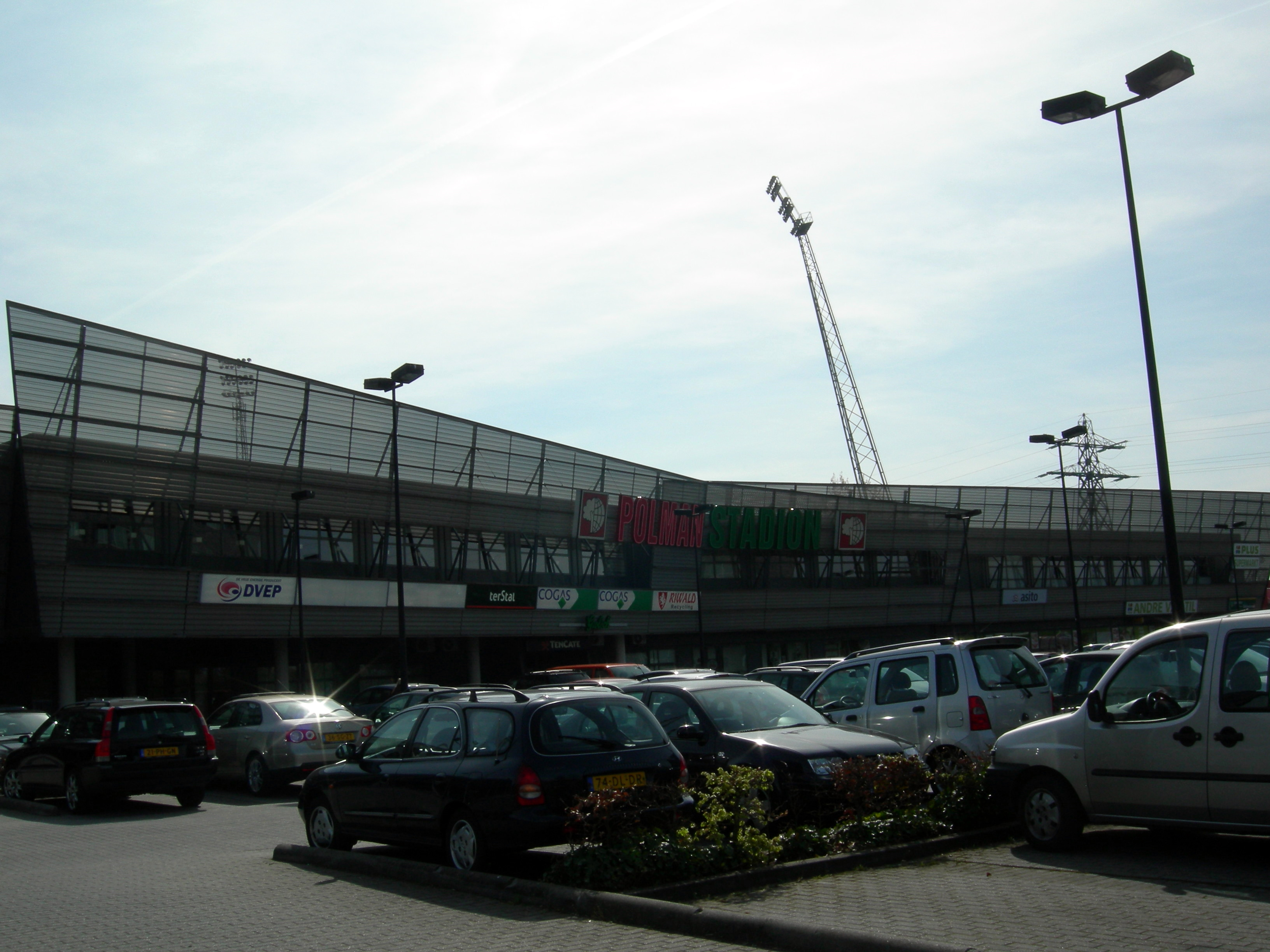